# Biblioteca dell'Eremo di Camaldoli
La Biblioteca del Sacro Eremo di Camaldoli, dedicata all'umanista camaldolese Ambrogio Traversari (1386-1439), fu edificata nel 1622 in sostituzione della sede più antica situata nei pressi del guardaroba della Sacrestia, fatta costruire nella seconda metà del secolo XV dal Priore Generale Mariotto Allegri (1410-1478) abbellita dai bassorilievi di Gregorio di Lorenzo, che lavorò agli appartamenti degli ospiti del Palazzo Ducale di Urbino.
Il patrimonio librario venne accresciuto grazie alla legislazione di Martino III, Priore generale, il quale inserì nelle Costituzioni del 1253 la norma che permetteva il possesso personale di libri a coloro che entrando in monastero avessero già compiuto studi.
Il fondo librario fu descritto nell'Iter Italicum di Jean Mabillon, che la visitò nel 1684, che vide ancora conservati i codici greci riportati dal camaldolese Pietro Candido da Creta e Cipro dopo la sua permanenza in quelle isole per lo studio della lingua greca nel XVI secolo, e il salterio di San Romualdo, così chiamato perché identificato con il salterio glossato dal santo fondatore di Camaldoli, secondo la tradizione di Pier Damiani.
Dopo la spoliazione napoleonica del 1810 la Biblioteca venne riorganizzata e riaperta nel 1854 apponendo sull'architrave d'ingresso il motto SOPHIAS NAOS (Tempio della Sapienza). Al suo interno sono ancora oggi conservati manoscritti dal sec. IX ultimo quarto, cioè il salterio di San Romualdo, al XV-XVI secolo, cioè l'evangeliario Siemoni in lingua greca, unico superstite del fondo di Pietro Candido – e libri a stampa dal 1475 al 1846.

## La struttura della biblioteca
L'edificio che ospita la biblioteca fu ricavato dalla sopraelevazione della cella di San Romualdo nel 1622. Consta di tre parti: il vestibolo, che ospita attualmente il fondo librario del conte Girolamo Mancini oggi Bardi-Boccaccini (tremila volumi circa dal sec XVI al 1831), la sala monumentale, "un'ampia sala ornata all'intorno da un intercolonio d'ordine toscano con soffitto a cassettoni ove in ventisette sfondi sono dipinti a olio gli evangelisti, i dottori della chiesa ed alcuni letterati camaldolesi" , e il deposito dei libri proibiti, dove ora si conservano i manoscritti.

## Tipografia di Camaldoli
Una tipografia era attiva nel Monastero di Camaldoli, un tempo FonteBona, che operò dal 1520  fino al 1595 per la stampa di libri liturgici e opere riguardanti l'Ordine dei Camaldolesi. La Regola della Vita Eremitica di Paolo Giustinian del 1520 è il primo libro ad essere stato stampato nell'aretino.